# Aneura marianensis
Aneura marianensis är en bladmossart som beskrevs av Furuki. Aneura marianensis ingår i släktet Aneura och familjen Aneuraceae. Inga underarter finns listade i Catalogue of Life.